# Macrogomphus robustus
Macrogomphus robustus är en trollsländeart som först beskrevs av Selys 1854.  Macrogomphus robustus ingår i släktet Macrogomphus och familjen flodtrollsländor. IUCN kategoriserar arten globalt som otillräckligt studerad. Inga underarter finns listade i Catalogue of Life.